# Dirk Gently: Agencia de investigaciones holísticas
Dirk Gently: Agencia de investigaciones holísticas (título original: Dirk Gently's Holistic Detective Agency) es una serie de televisión de ciencia ficción de BBC America basada en la serie de novelas de Douglas Adams del mismo nombre. Está escrita por Max Landis y protagonizada por Samuel Barnett como el detective Dirk Gently y Elijah Wood como su compañero Todd.
El primer tráiler de la serie se pudo ver en la ComicCon de San Diego de 2016. La serie es una coproducción entre BBC America y Netflix. Se comenzó a emitir en BBC America en Estados Unidos el 22 de octubre de 2016. Todos los episodios están disponibles en Netflix para todo el mundo menos de los Estados Unidos el 11 de diciembre de 2016. El 21 de noviembre de 2016, BBC America renovó la serie para una segunda temporada, que cuenta con 10 capítulos y se estrenó en 2017.
Luego de finalizada la segunda temporada, BBC America anunció la cancelación de la serie.

## Temporadas
| Temporada | Temporada | Episodios | Fecha de lanzamiento  | Fecha de finalización   |
| --------- | --------- | --------- | --------------------- | ----------------------- |
|           | 1ª        | 8         | 22 de octubre de 2016 | 10 de diciembre de 2016 |
|           | 2ª        | 10        | 14 de octubre de 2017 | 16 de diciembre de 2017 |

## Reparto
Principal
- Samuel Barnett como Dirk Gently, un excéntrico detective «holístico» quien cree que todo en el universo está interconectado. No soluciona sus casos convencionalmente, sino más bien siguiendo lo que el destino depare. Se da a entender que era parte de una organización del gobierno de Estados Unidos que estudia personas con capacidades especiales.
- Elijah Wood como Todd Brotzman, el compañero, asistente y escudero de Dirk.
- Hannah Marks como Amanda Brotzman, la hermana de Todd, que sufre de la enfermedad ficticia Pararibulitis, que le hace experimentar alucinaciones dolorosas y sentirlas como si fueran reales.
- Jade Eshete como Farah Black, una eficiente y dura agente de seguridad.
- Fiona Dourif como Bart Curlish, una asesina «holística» que siente que el universo la lleva a la gente que tiene que matar. Piensa que el universo no le permitirá morir. Siente que debe matar a Dirk, a pesar de no saber quién es.
- Mpho Koaho como Ken, un electricista raptado por Bart.
- Michael Eklund como Martin, el líder de un excéntrico grupo anarquista llamado Rowdy 3 (compuesto por cuatro miembros).
- Dustin Milligan como Sargento Hugo Friedkin, un torpe agente del gobierno estadounidense.
- Neil Brown Jr. como Detective Estevez, detective de personas desaparecidas y compañero de Zimmerfield.

Recurrente
- David Lewis como Agente Weedle, agente del FBI, superior de Estévez y Zimmerfield.
- Miguel Sandoval como Coronel Scott Riggins, agente del gobierno estadounidense y oficial del Sargento Friedkin.

- Osric Chau como Vogel, el miembro más joven de los Rowdy 3.
- Zak Santiago como Cross, miembro de los Rowdy 3.
- Viv Leacock como Gripps, miembro de los Rowdy 3.
- Michael Adamthwaite como Zed, miembro clave de Men of the Machine.
- Christian Bako como Ed, miembro clave de Men of the Machine.
- Aaron Douglas como Gordon Rimmer, principal antagonista de la primera temporada.
- Richard Schiff como Detective Zimmerfield, detective de personas desaparecidas, compañero de Estevez.
- Alison Thornton como Lydia Spring, hija desaparecida de Patrick Spring.